# Karl Franz von der Goltz
Freiherr Karl Franz von der Goltz (* 25. Oktober 1740 in Heinrichsdorf, Kreis Neustettin; † 14. April 1804 in Berlin) war ein königlich-preußischer Generalleutnant, sowie geheimer Staats- und Kriegsminister und Chef des Militärdepartements des Generaldirektorats als auch Direktor des 1. Departements des Oberkriegskollegs. Seine Bedeutung lag vor allem in der Neuordnung des Lazarettwesens.

## Leben
Er war der Sohn von Generalmajor Georg Konrad von der Goltz (1704–1747) und dessen Ehefrau Charlotte Wilhelmine von Grävenitz (1720–1771). Sein Bruder Wilhelm Bernhard war ebenfalls preußischer Gesandter, sein Bruder Leopold Heinrich Generalleutnant und gleichfalls Gesandter.
Im Siebenjährigen Krieg nahm er an der Schlacht bei Zorndorf teil, wo er den Orden Pour le Mérite erhielt. In der Schlacht bei Hochkirch wurde er verwundet. Er war am 23. Dezember 1758 Kornett im Eskadron Garde du Corps geworden, und am 26. Mai 1762 Leutnant. Aber am 24. November 1770 erhielt er seine Demission. Er ging in königlich-polnische Dienste und wurde Generaladjutant. Am 20. November 1787 trat er wieder in preußische Dienste. Er wurde Oberst der Kavallerie und Intendant des vivres beim 7. Departement des Oberkriegskollegs. Am 16. Mai 1789 wurde er in den Grafenstand erhoben, was er aber nicht annahm. Am 6. Januar 1793 wurde er Generalmajor und im Jahr darauf Generalintendant, dazu erhielt er ab dem 4. November 1796 eine Zulage von 500 Talern. Am 29. Mai 1798 wurde er zudem zum Generalleutnant erhoben. Am 28. Januar 1799 machte ihn der König zum geheimen Staats- und Kriegsminister und Chef des Militärdepartement des Generaldirektorats als auch zum Direktor des 1. Departements des Oberkriegskollegs. Am 13. August 1803 erhielt er den Roten Adlerorden. Er starb am 14. April 1804 in Berlin und wurde am 17. April in der Garnisonkirche beigesetzt.

### Bedeutung
Nach seiner Rückkehr zur Armee wurde er am 20. September 1788 in die Kommission zur Reorganisation des Kantonswesen unter Möllendorf berufen. Bei der Mobilmachung von 1790 war Intendant der Armee in Oberschlesien und 1793 bei der Rheinarmee. Aber 1794 erkrankte er im Feld an Flechtenschärfe und war vom 27. Mai 1794 bis zum 1. Oktober 1794 im Lazarett in Frankfurt am Main. Er trat am 1. Dezember 1794 in Berlin seine neue Stelle im Generaldirektorium und Oberkriegskollegium an und begann mit Überlegungen zur Neuordnung des Lazarettwesens. Am 17. Januar 1798 machte er wichtige Vorschläge zur Einrichtung einer Hauptfeldlazarett-Direktion, die am 19. Januar 1798 ins Leben gerufen wurde. Dort wurden eine Stelle des Direktors, des Generalstabs-Chirurgen, des Generalstabs-Apothekers und des Oberlazarett-Inspektors geschaffen. Sie wurden dem Generalintendanten der Armee zugeordnet.
Nach dem Tod des Generalleutnants von Kannewurff wurde er am 28. Januar 1799 von König Friedrich Wilhelm III. (Preußen) zum Kriegsminister ernannt. Er stürzte sich in die Arbeit und ordnete Vieles neu, aber im Jahr 1803 erkrankte er schwer und starb am 14. April 1804 in Berlin.

## Familie
Er war seit dem 25. Februar 1771 mit Henriette Wilhelmine Bärmann (* 24. Juli 1755; † 13. Juli 1818), der Tochter des Regierungsrats George Heinrich Baermann, verheiratet. Das Paar hatte folgende Kinder:
- Henriette Wilhelmine Friedrike (* 14. Oktober 1773; † 1804) ⚭ Freiherr Christian Karl Maria Maximilian August von Bergh[1]
- Juliane Karoline Philippine (Julie) (* 5. September 1780; † 1841). Im Jahr 2013 erschienen 3 Biografien über die drei Niederländischen Königinnen. Dabei[2] ist deutlich geworden, dass sie mit Wilhelm I. (Niederlande) eine Beziehung hatte.[3] Sie hatten 4 Kinder:

- Wilhelmine Marie von Dietz (1807), wahrscheinlich jung gestorben
- Wilhelm Ernst Ruprecht von Dietz (1809), wahrscheinlich jung gestorben
- Wilhelm Friedrich Timothaeus von Dietz (1810), wahrscheinlich jung gestorben
- Wilhelmine Marie von Dietz (1812–1836) ⚭ 1829 Carl August Ludwig von Jasmund (1806–1859). Aus dieser Ehe:

- Wilhelmine von Jasmund (1820–1850)
- Karl Wilhelm von Jasmund (1831–1892)
- Auguste von Jasmund (1833–1911)
- Julius von Jasmund (1836–1837)

- Karoline Ernstine (* 29. Juni 1782; † 1864) ⚭ Friedrich Hans von Jasmund